# Espeyroux
Espeyroux é uma comuna francesa na região administrativa de Occitânia, no departamento de Lot. Estende-se por uma área de 7,64 km². Em 2010 a comuna tinha 99 habitantes (densidade: 13 hab./km²).